# Гамбульяно
Гамбульяно, Ґамбульяно (італ. Gambugliano, вен. Gambujan) — муніципалітет в Італії, у регіоні Венето, провінція Віченца.
Гамбульяно розташоване на відстані близько 420 км на північ від Рима, 75 км на захід від Венеції, 10 км на захід від Віченци.
Населення — 840 осіб (2014).

## Демографія
Населення за роками:

Станом на 1 січня 2023 року в муніципалітеті офіційно проживало 13 іноземців з 8 країн, серед них 9 громадян країн Євросоюзу.

## Сусідні муніципалітети
- Кастельгомберто
- Костабіссара
- Ізола-Вічентіна
- Монтев'яле
- Совіццо